# Belize ai Giochi della XXI Olimpiade
Il Belize partecipò ai Giochi della XXI Olimpiade che si sono svolti a Montréal dal 17 luglio al 1º agosto 1976, con una delegazione di quattro atleti impegnati in gare di atletica leggera e tiro. Si trattò della prima partecipazione di questo paese ai Giochi olimpici con la sua attuale denominazione, dopo aver preso parte alle due precedenti edizioni con il nome di Honduras Britannico. Non fu conquistata nessuna medaglia.